# الهجوم الأوكراني المضاد 2023
الهجوم الأوكراني المضاد هو هجوم مضاد شنته أوكرانيا في يوم 8 يونيو 2023، بهدف استعادة الأراضي التي احتلتها القوات الروسية في بداية الغزو الروسي لأوكرانيا 2022. توزع الهجوم على عدة محاور، بما في ذلك أوبلاست دونيتسك، أوبلاست زاباروجيا، وغيرها.

## خلفية تاريخية
توقف القتال على الخطوط الأمامية إلى حد كبير، عقب هجومي خيرسون وخاركيف المضادين في أواخر 2022، حيث تركز القتال في الغالب حول مدينة باخموت خلال النصف الأول من 2023. في غضون ذلك، شيدت روسيا خط دفاعي بطول 800 كم استعداداً للهجوم الأوكراني المضاد. حيث بنت ما يقرب من ثلاثة خطوط دفاعية في أوبلاست زاباروجيا: خط متقدم بطول 150 كم (93 ميلًا) من فاسيليفكا إلى نوفوبتريكيفكا (الواقعة على حدود زاباروجيا-دونيتسك)؛ خط دفاع ثانٍ بطول 130 كم (81 ميلًا) من أورليانسكي إلى شمال بيلماك؛ و«مجموعة من التحصينات المنفصلة المحيطة بالمدن الكبيرة». تبعد التحصينات الميدانية الروسية في أوبلاست دونيتسك بمسافة 5 كم (3.1 ميل)، وهي أقرب بكثير من المسافة بين الدفاعات في أوبلاست زاباروجيا المقدرة بنحو 30 كم (19 ميلاً). تتمركز هذه التحصينات حول أولينكا ودونيتسك وماكيفكا وهورليفكا. تتألف المواقع الدفاعية في مقاطعتي زاباروجيا ودونيتسك من «أشكال متعددة من الحواجز المضادة للمركبات وخنادق المشاة ومواقع إطلاق النار المعدة للمدفعية والمركبات القتالية».